# Šizuka Arakawová
Šizuka Arakawová (japonsky: 荒川 静香) (* 29. prosince 1981, Šinagawa, Japonsko) je japonská profesionální krasobruslařka, mistryně světa z roku 2004 a olympijská vítězka z roku 2006. Po zisku zlaté olympijské medaile ukončila závodní kariéru a nadále se věnuje bruslení v show na ledu a v exhibicích. Pracuje také pro japonskou televizi jako expertka při bruslařských závodech.

## Kariéra

### Juniorská léta
Arakawová se o bruslení začala zajímat v pěti letech, kdy začala navštěvovat Bruslařskou školu Čibikko. V sedmi letech začala i s lekcemi baletu a začala trénovat u bývalého olympionika a účastníka Zimních olympijských her 1972 Hirošiho Nagakuba. Ve věku osmi let zvládala trojitého Salchowa. Od roku 1994 se účastnila japonských národních závodů.

## Vyznamenání
- Medaile cti s fialovou stuhou[2]